# TeeGschwendner

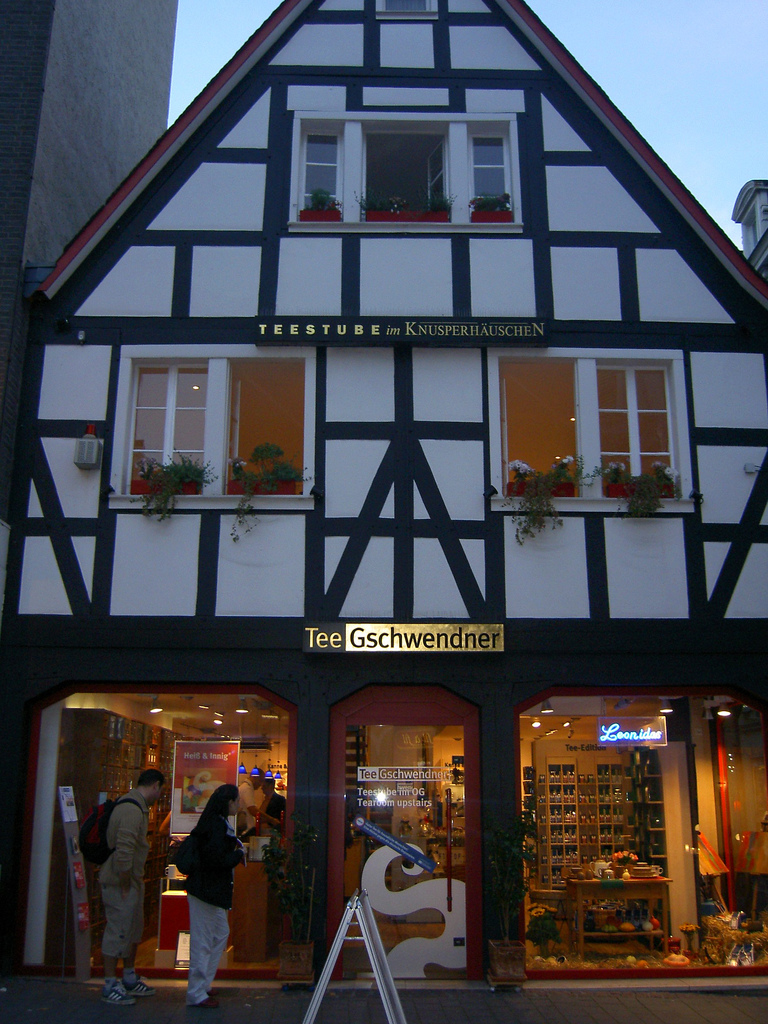
Speciaalzaak TeeGschwendner in Bonn

TeeGschwendner GmbH is een Duits theehandelsbedrijf gevestigd in Meckenheim. Het franchisebedrijf heeft onder de naam TeeGschwendner ongeveer 125 speciaalzaken in Duitsland. Op het hoofdkantoor van de onderneming in Meckenheim werken circa 150 medewerkers. Bij de door de franchisenemers geleide winkels werken ongeveer 1.000 mensen. Hiermee is het bedrijf de grootste theespecialist in Duitsland. De focus van het bedrijf is de handel in losse thee.

## Geschiedenis
De eerste theewinkel werd in 1976 geopend in Trier onder de naam Der Teeladen door de toen 22-jarige Albert Gschwendner samen met zijn vrouw Gwendalina. Het idee ontstond om er toen der tijd maar een paar theewinkels waren. In 1977 volgde de tweede theewinkel in Bonn. In 1978 richtte Albert samen met zijn broer Karl het bedrijf Der Teeladen Gebr. Gschwendner GmbH op.
Door de introductie van franchising in 1982 begon de landelijke expansie, gevolgd door speciaalzaken in Oostenrijk, Zwitserland en Luxemburg. In 1985 omvatte de groep 25 franchisewinkels en 3 speciaalzaken in eigen beheer. In 1993 waren er al 65 franchisewinkels en werd het hoofdkantoor verplaatst van Bornheim naar een nieuw bedrijfspand in Meckenheim. In 1999 volgde een nieuwe merkidentiteit onder het motto “Handeln und Teetrinken” en werden vlaggenschipwinkels geopend in Frankfurt en Hamburg. In 2000 is bij de uitbreiding van de productielocatie een eigen laboratoriumvleugel ontstaan waarin naast externe controles alle theeën regelmatig worden gecontroleerd op mogelijke residuen en contaminanten. 
In 2001 werd een online winkel opgericht. Om verwarring met andere aanbieders te voorkomen, werd de naam gewijzigd in TeeGschwendner. In 2005 opende het bedrijf theewinkels in de Verenigde Staten, Saoedi-Arabië, Koeweit en Brazilië.
Sinds 2007 biedt de TeeGschwendner Academy, in samenwerking met de IHK Bonn/Rhein-Sieg, de opleiding tot theesommelier aan. Thee proeven en uitgebreide kennis over thee, de bereiding en de nutritioneel-fysiologische aspecten ervan zijn de inhoud van de IHK-gecertificeerde opleiding. De vervolgopleiding omvat 100 leseenheden en een driedaagse praktijkstage in een van de speciaalzaken.
Oprichter Albert Gschwendner stierf in juli 2010 op 56-jarige leeftijd. Het bedrijf werd aanvankelijk voortgezet door Thomas Holz. Thomas Holz en Jonathan Gschwendner, zoon van de oprichter,  vormen sinds mei 2019 het management van de onderneming.
In samenwerking met Philips Duitsland is in 2011 een nieuwe theemaker ontwikkeld die een waterkoker en theepot in één is. Het ontwerp werd bekroond met de iF product design award 2012.

In 2017 waren er 125 franchisespeciaalzaken actief op de Duitse markt, waarvan 137 wereldwijd.